# سلوشوویتسه
سلوشوویتسه (به چکی: Slušovice) یک منطقهٔ مسکونی و شهرستان دارای شهرک سابقاً روستا در جمهوری چک است که در ناحیه زلین واقع شده‌است. سلوشوویتسه ۲٬۹۴۱ نفر جمعیت دارد.

## نگارخانه

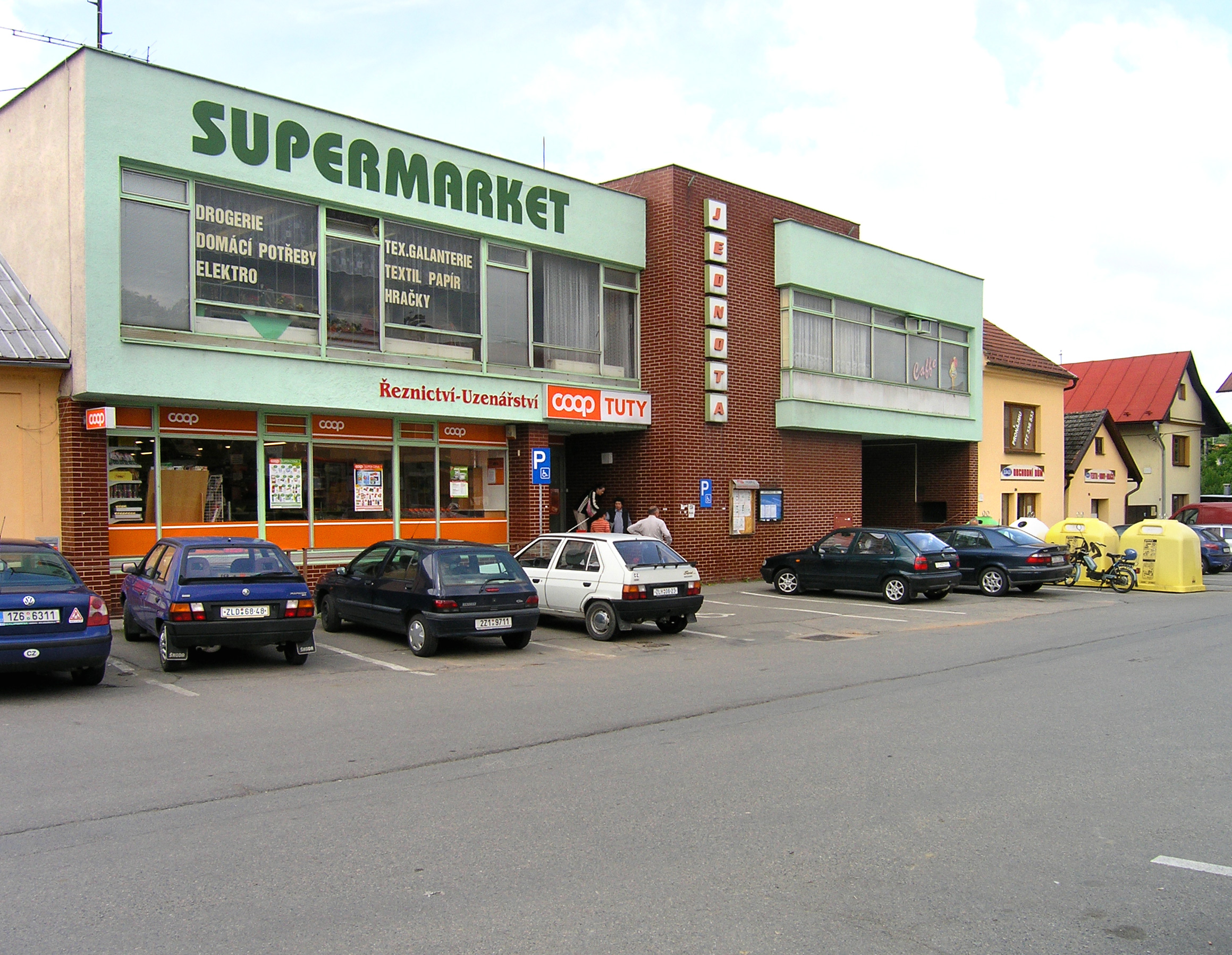
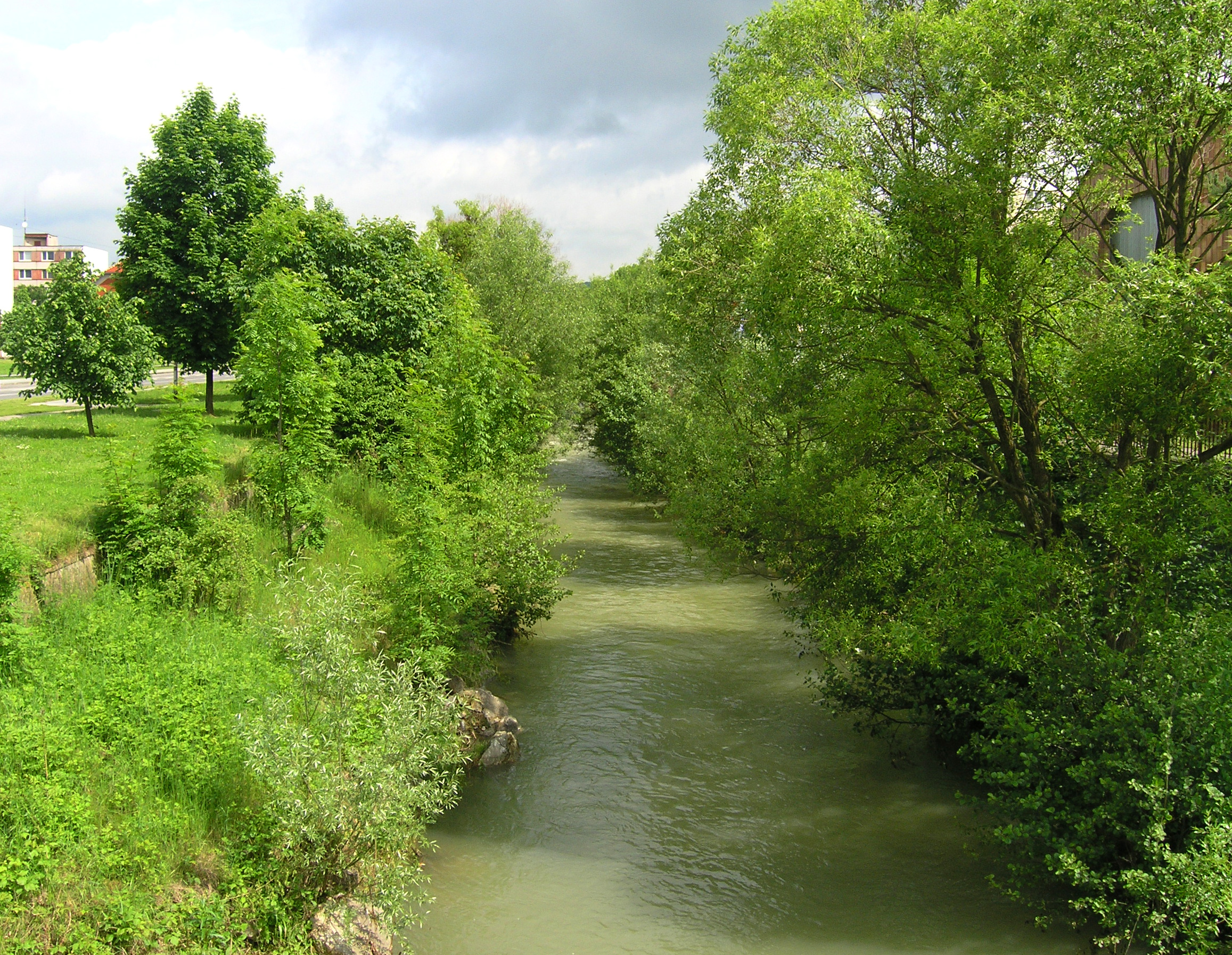